# Pāzīārat
Pāzīārat (persiska: پازيارت, Pā Zīārat) är en ort i Iran.   Den ligger i provinsen Hormozgan, i den sydöstra delen av landet, 1 100 km sydost om huvudstaden Teheran. Pāzīārat ligger 19 meter över havet och antalet invånare är 331.
Terrängen runt Pāzīārat är platt.Runt Pāzīārat är det ganska glesbefolkat, med 25 invånare per kvadratkilometer. Närmaste större samhälle är Mīnāb, 11,4 km sydost om Pāzīārat. Omgivningarna runt Pāzīārat är i huvudsak ett öppet busklandskap.